# Auguste Vincent (compositeur)
Pour les articles homonymes, voir Auguste Vincent et Vincent.
Auguste Vincent, né à Paris le 1er novembre 1829 et mort à Boulogne-Billancourt le 8 juillet 1888,, est un compositeur, pianiste et bibliophile français.

## Biographie

### Le virtuose
Auguste Vincent étudie le piano avec le compositeur polonais Édouard Wolff,. Pianiste « de la grande école de Chopin », il acquiert rapidement une réputation de virtuose. Il excelle également en tant que professeur de piano.
Il vit à Paris, où il s'est installé en tant que compositeur et éditeur de musique. Ses premières œuvres sont des transcriptions pour piano de romances à la mode, où il se livre à d'intéressantes variations, puis des morceaux originaux pour piano et des pièces de caractère, d'inspiration principalement espagnole et pyrénéenne.
Il développe et entretient par ailleurs des liens avec le monde intellectuel et artistique de l'époque. Sa correspondance volumineuse en fait preuve. Avec un soin tout particulier, Auguste Vincent en confectionne des recueils reliés, qu'il enrichit de nombreuses lettres autographes de compositeurs, ainsi que de personnalités diverses.

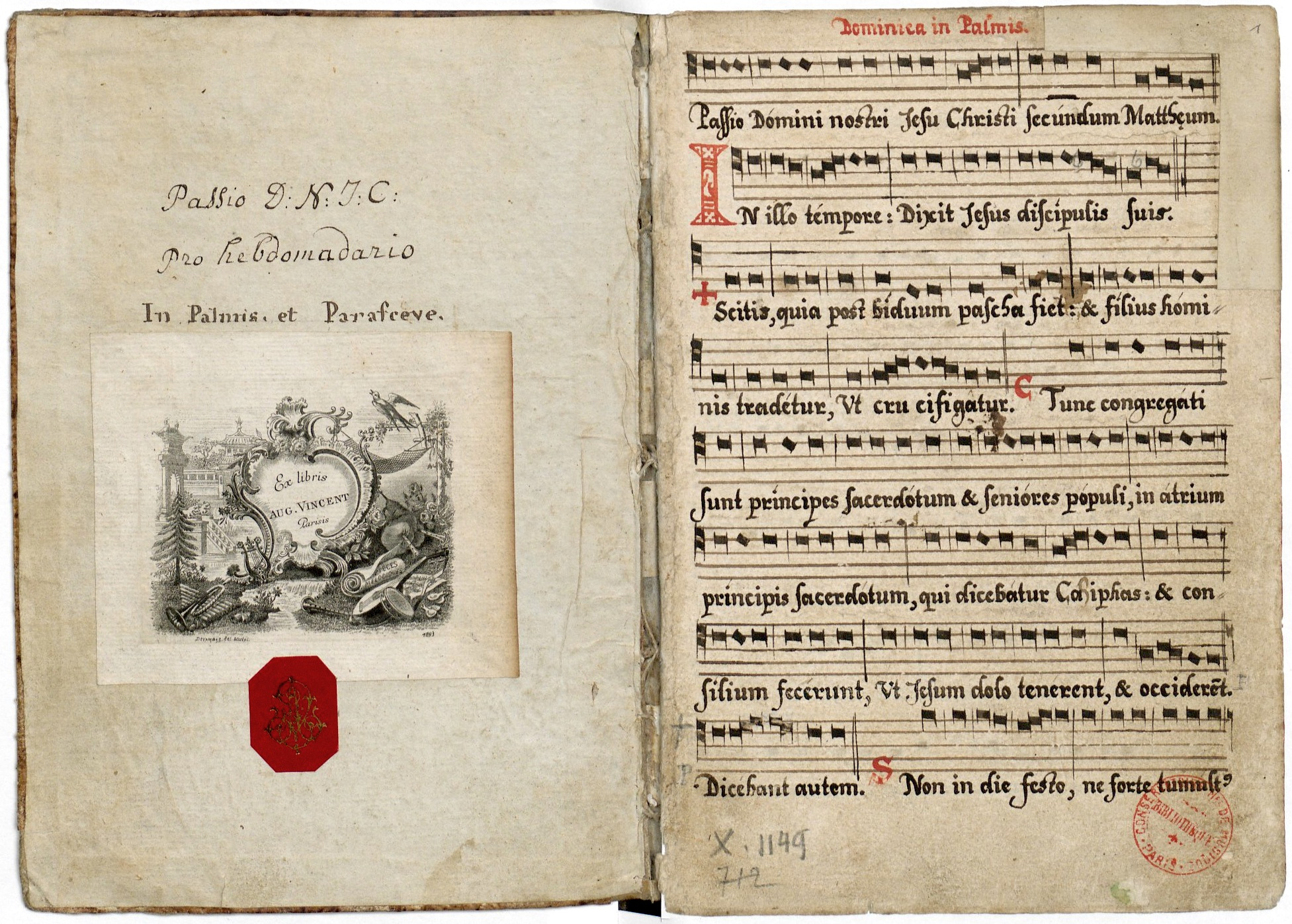
Édition manuscrite de l'office de la Semaine Sainte et de Pâques (17../1780), comportant l'ex-libris d'Auguste Vincent.

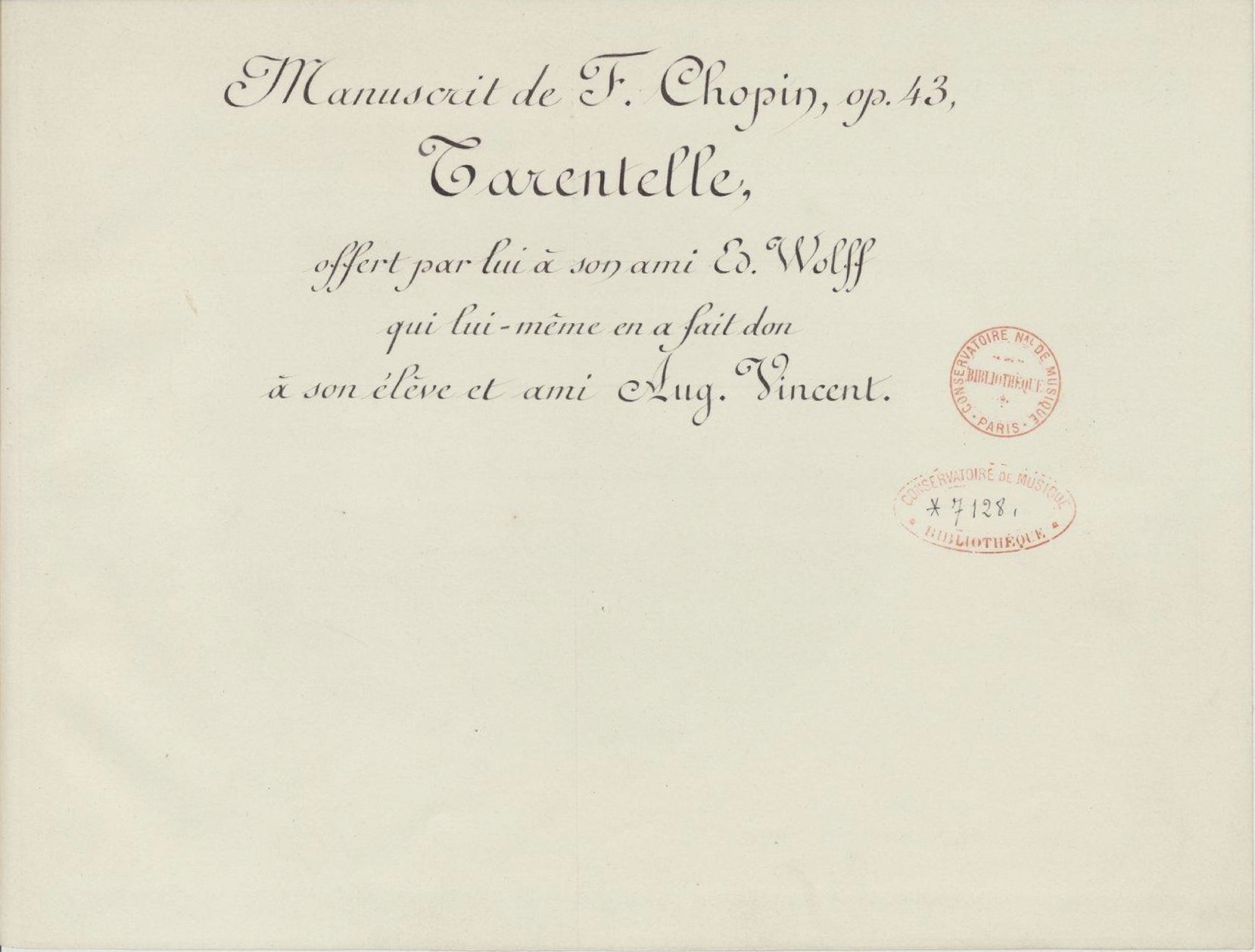
Copie de la Tarentelle réalisée à la demande de Chopin vers 1841 pour un éditeur (collection d’Auguste Vincent).

### Le collectionneur
Il finit par constituer une considérable collection rassemblant livres, manuscrits et partitions musicales, tels que plusieurs pièces à une et à deux violes de Marin Marais, la première édition (1773) de la Symphonie en mi mineur pour deux violons, alto et basse de Carl Philipp Emanuel Bach, l'Aria en Fa majeur de Jean-Sébastien Bach (donnée par le chevalier Sigismond Neukomm), la Tarentelle pour le piano-forte de Frédéric Chopin (op. 43, vers 1841), ou encore le Solfège à changements de clefs, pour l'examen des classes au mois de décembre 1832 de Luigi Cherubini,. En outre, la littérature du XIXe siècle est particulièrement bien représentée dans sa bibliothèque.
Après sa mort en 1888, ces collections furent partiellement dispersées. Certains éléments allèrent au musée de Melun (don de sa veuve en 1892), où elles constituèrent le « fonds Auguste Vincent » (XVIIIe et XIXe siècles : partitions, manuscrits autographes, essais). D'autres (en particulier sa correspondance) enrichirent les collections de la Bibliothèque nationale de France.

## Œuvres

### Transcriptions pour piano
- Op. 4 : Portrait Charmant, romance de Charles-Auguste Lis, 1858[5].
- Op. 5 : Pauvre Jacques, romance de la marquise de Travanet, 1858[5].
- Op. 10 : Transcription du Pardon de Ploërmel, opéra-comique de Giacomo Meyerbeer.
- Op. 17 : Transcription de La Flûte enchantée, opéra de Wolfgang Amadeus Mozart.
- Op. 18 : Fantaisie transcription sur L'Africaine, opéra de Giacomo Meyerbeer.
- Op. 22 : Marche des mousquetaires de Louis XIII (authentique),  Félix Mackar éd., ~1868.
- Menuet dans le style espagnol, extrait du Quintette n° 90 de Luigi Boccherini, ~1880[9].
- Idylle de Joseph Haydn.
- Symphonie en mi mineur de Joseph Haydn.
- Symphonie n° 96 « Le Miracle » de Joseph Haydn.
- Symphonie n° 100 « Militaire » de Joseph Haydn.

### Morceaux originaux

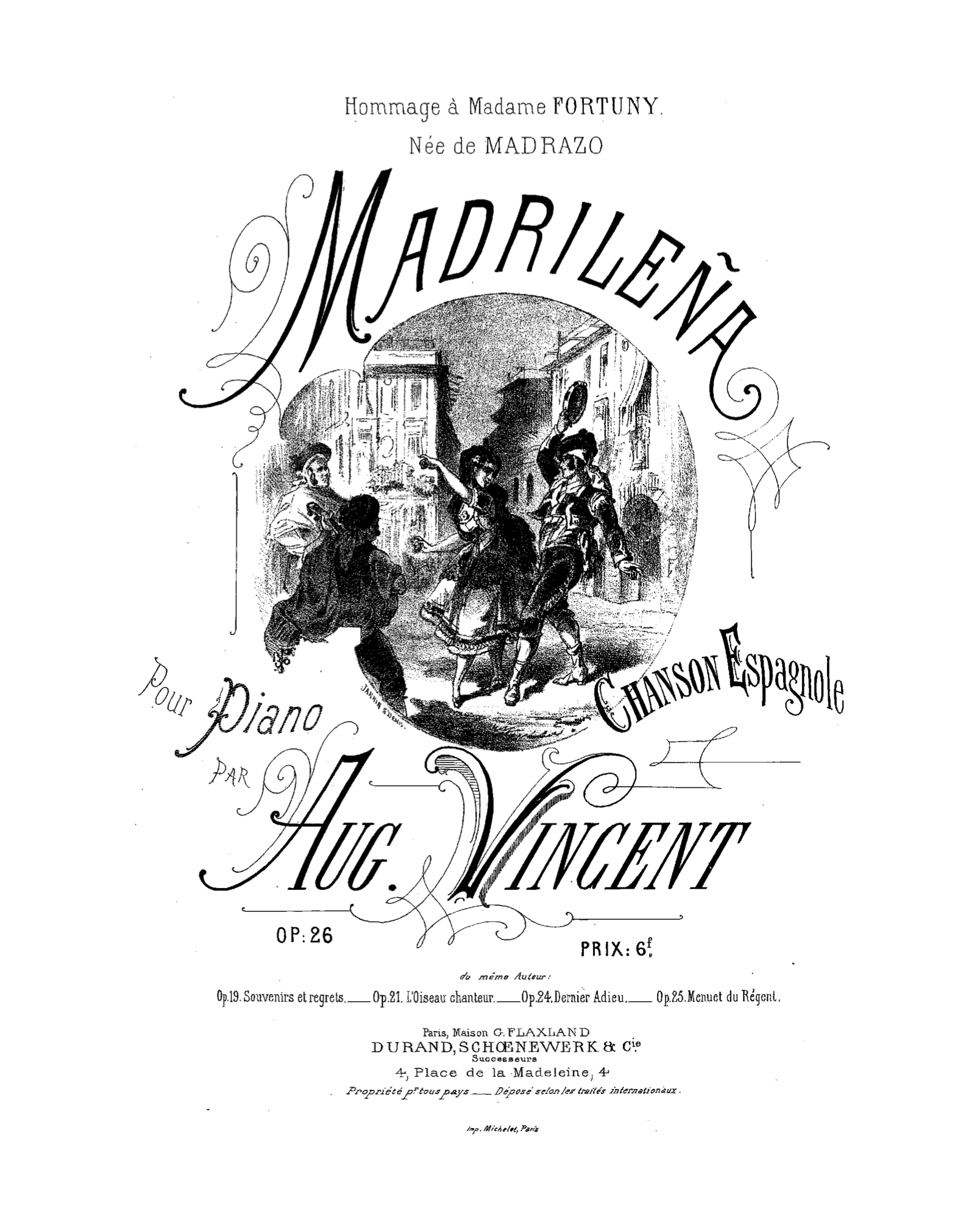
Page de titre de la Madrileña, chanson espagnole pour piano, op. 26, d’Auguste Vincent.

- Op. 2 : Souvenir d'Ostende, grande valse pour piano, 1855.
- Op. 7 : Dolorès, polka mazurka pour le piano, 1859.
- Op. 19 : Souvenirs et regrets.
- Op. 20 : Zéphir-Galop.
- Op. 21 : L'Oiseau chanteur, caprice pour piano.
- Op. 24 : Dernier adieu.
- Op. 25 : Menuet du régent.
- Op. 26 : Madrileña, 1e chanson espagnole pour piano, 1873 (?).
- Op. 28 : La Déclaration, ~1875[10].
- Op. 29 : Le Galoubet, souvenir du Béarn pour piano, 1876.
- Op. 30 : Chanson de ma mie, chanson pour piano[11].
- Op. 31 : Sevillana, 2e chanson espagnole pour piano.
- Op. 32 : Capriccio pour piano.
- Op. 33 : Chacone pour le piano, 1879.
- Aragonesa, 3e chanson espagnole pour le piano, 1879.
- Op. 36 : El Jaleo, danse de Gitanes pour piano, 1883.
- Aì, 1883.
- Piano n° 1 à n° 14.
- Méditation pour piano.